# Corey Wilcox
Corey Wilcox (* 1988 oder 1989) ist ein US-amerikanischer Jazzmusiker (Posaune, Komposition) des Modern Jazz.

## Leben und Wirken
Wilcox stammt aus einer musikalischen Familie; sein Vater ist der Jazzposaunist Wycliffe Gordon, seine Mutter Danielle Wilcox ist klassische Pianistin und Klarinettistin. Mit 13 Jahren entschied er sich gegen Kampfsport und für die Posaune. Er besuchte in Jacksonville die Douglas Anderson School of the Arts. In New York trat er 2006 mit dem Schulensemble auf dem Wettbewerb des Essentially Ellington Festival im Lincoln Center auf, wo er zur gewinnenden Formation gehörte und als herausragender Solist anerkannt wurde. Wilcox arbeitete ab den 2010er-Jahren in der New Yorker Jazzszene u. a. mit Brandee Younger, Jay Phelps (Free As the Birds), Larry Wilson (No Secrets No Lies), Aaron Burnett & The Big Machine (Anomaly) und mit Greg Murphy (Summer Breeze, 2016).
In den späten 2010er-Jahren trat Wilcox u. a. im Smalls mit Clifford Barbaro und mit dem Mathis & Sound Orchestre auf. Gegenwärtig (2019) leitet er ein Quintett, dem Alevtina Wilcox (Posaune), Jon Elbaz (Piano), Ben Meigners (Bass) und Kayvon Gordon (Drums) angehören. Unter eigenem Namen legte Wilcox 2014 das Album I Could Imagine (Blues Back Records) vor.

## Diskographische Hinweise
- Aaron Burnett & The Big Machine (Fresh Sound New Talent, 2018), mit Peter Evans, Aaron Kimmel, Carlos Homs, Nick Jozwiak, Tyshawn Sorey, Joel Ross